# 阿尔沙土沟
阿尔沙土沟，流经中华人民共和国内蒙古自治区巴彦淖尔市乌拉特中旗及蒙古国东戈壁省哈腾布拉格苏木的一条跨国河流，发源于中国内蒙古乌拉特中旗川井苏木额和音善德西北，源流先向东南流后再转向东北流，经德德赛音呼都格、伊和阿木呼都格、宝日汉图嘎查、查干伊力格、甘其毛都镇呼格吉乐图嘎查、巴音查干嘎查、德日苏嘎查等地，于浩尧尔呼都根准海尔流出国境，注入蒙古国腾格尔诺尔。中国境内河长106.6千米，集水面积4320.56平方千米，河道平均比降3.66‰。全河均为干河，下游河床不明显。流域内风能资源丰富。